# INF-szerződés

Reagan és Gorbacsov ellenjegyzik az egy évvel korábban megkötött INF-szerződést Moszkvában, a Kremlben, 1988. június 1-jén

Az INF-szerződés (feloldva Intermediate-Range Nuclear Forces Treaty, azaz „közepes hatótávolságú nukleáris erők szerződése”) katonai szerződés volt az Amerikai Egyesült Államok és a Szovjetunió között, melyet Washingtonban írt alá Ronald Reagan amerikai elnök és Mihail Gorbacsov, a SZKP főtitkára 1987. december 8-án. Az amerikai szenátus fél évvel később, 1988. május 27-én ratifikálta, és a moszkvai június 1-jei ellenjegyzést követően lépett életbe.
A szerződés teljes címe: „Szerződés az Amerikai Egyesült Államok és a Szovjet Szocialista Köztársaságok Szövetsége között a közepes és rövid hatótávolságú rakétáik felszámolásáról” (The Treaty Between the United States of America and the Union of Soviet Socialist Republics on the Elimination of Their Intermediate-Range and Shorter-Range Missiles).
A szerződés földi indítású hagyományos és nukleáris robbanófejekkel felszerelt közepes hatótávolságú ballisztikus rakétákról és robotrepülőgépekről rendelkezett. A hatótávolságot 500–5500 km-ben (300–3400 mérföldben) határozták meg. A szerződés teljesítési határidejéig, 1991. június 1., 2692 darab reaktív hajtású fegyvert semmisítettek meg a közös ellenőrök felügyelete alatt: 846 darabot az amerikai, 1846 darabot a szovjet arzenálból, melyben a nukleáris robbanófejek aránya is egyenlőtlenebb volt. A szerződés értelmében mindkét szerződő fél engedélyt kapott a másik fél ezen kategóriájú fegyvereinek rendszeres ellenőrzéseihez is.
Mivel a gazdasági válságából kilábaló Oroszország a 2000-es évek elejétől mind nagyobb ütemben próbálta és próbálja meg haderejét a korábbi Szovjetunió fegyveres erejének szintjéhez felfejleszteni, az Egyesült Államok is kiterjeszteni igyekezett, igyekszik rakétavédelmi erejét az immár NATO-szövetségesi körbe vont volt Varsói Szerződés-tagállamok területein (Csehország, Lengyelország). Ezt látván Vlagyimir Putyin orosz elnök 2007. február 10-én bejelentette, hogy az INF-szerződés nem lesz hatályos Oroszországra nézve, ha az USA folytatja ez irányú külpolitikáját. Négy nappal később, február 14-én az ITAR–TASZSZ és az Interfax leközölte az orosz haderő vezérkari főnöke, Jurij Nyikolajevics Balujevszkij tábornok közleményét, mely szerint Oroszország kivonul az INF hatálya alól, ha az Egyesült Államok rakétaelhárító védelmi rendszert (Ground-Based Midcourse Defense missile system) épít ki Lengyelországban és Csehországban (még ez év végén, 2007. december 12-én Oroszország egyoldalúan kivonult az európai telepítésű, hagyományos robbanószerrel felszerelt fegyvereket szabályozó CFE-szerződés hatálya alól). A kérdés ezt követően évekig nyitott maradt. Később az új amerikai elnök, Donald Trump 2018. október 20-án bejelentette, hogy az Államok kilép a szerződés hatálya alól. Egy hónappal később, november 20-án Putyin orosz elnök közölte, hogy Oroszország válaszlépéseket tesz ennek bekövetkezte esetén. 2019. február 1-jén Mike Pompeo amerikai külügyminiszter bejelentette, hogy az USA felfüggesztette az INF hatályát, hat hónapos türelmi idővel, mely végén kilép a szerződésből, ha Oroszország nem tesz enyhülési lépéseket. Másnap Putyin ugyanígy tett.
2019. augusztus 2-án mind az Egyesült Államok, mind Oroszország bejelentette, hogy a szerződés hatályát vesztette.

## Megsemmisített fegyverek
Az alábbi rakétafegyverekre léptették érvénybe a szerződést:
- Amerikai Egyesült Államok:
  - Pershing Ib és Pershing II
  - BGM–109G Gryphon

- Szovjetunió:
  - SS–4 Sandal
  - SS–5 Skean
  - SS–12 Scaleboard
  - SS–20 Saber
  - SS–23 Spider
  - SSC–X–4 Slingshot